# Rubén Rojas
Rubén Emir Rojas Ordosgoitti (Ciudad Piar, Estado Bolívar, Venezuela; 3 de julio de 1992) es un futbolista venezolano que juega como delantero en el Academia Puerto Cabello Club de Fútbol de la Primera División de Venezuela.